# 円長寺 (大田区)
円長寺（えんちょうじ）は、東京都大田区にある日蓮宗の寺院。

## 概要
1616年（元和2年）、常照院日豊によって開山された。
当初は碑文谷法華寺の末寺であったが、当時の碑文谷法華寺は不受不施派だったため、江戸幕府の不受不施派禁教令により、天台宗寺院「円融寺」になってしまったため、身延山久遠寺に本寺替となった。

## 交通アクセス
- 雪が谷大塚駅より徒歩10分。